# Randal Kolo Muani
Randal Kolo Muani [myaˈnɪ] (* 5. Dezember 1998 in Bondy) ist ein französischer Fußballspieler. Der Stürmer steht seit Januar 2025 als Leihspieler von Paris Saint-Germain bei Juventus Turin unter Vertrag und ist seit 2022 französischer Nationalspieler.

## Karriere

### Vereine
Kolo Muani, im Pariser Vorort Bondy geboren, hat kongolesische Wurzeln. Er hatte nie in einem Nachwuchsleistungszentrum seine Ausbildung erhalten, sondern spielte im Großraum Paris beim FC Villepinte, bei Tremblay FC sowie bei US Torcy, bevor er zum FC Nantes wechselte. Ende November 2018 gab er im Alter von 19 Jahren im Spiel gegen die AS Saint-Étienne sein Profidebüt in der Ligue 1. Im August 2019 wurde der Stürmer für ein Jahr an den Drittligisten US Boulogne verliehen. In 14 Spielen bereitete er 5 Tore vor und erzielte 3 Tore selbst; die Saison wurde aufgrund der COVID-19-Pandemie vorzeitig abgebrochen.
Kolo Muani kehrte nach Nantes zurück und erkämpfte sich einen Stammplatz. Als Mittelstürmer erzielte er in der Spielzeit 2020/21 9 Tore und gab ebenso viele Vorlagen. Als 16. der Abschlusstabelle musste der Verein in die Relegationsspiele gegen den Zweitligisten FC Toulouse, in denen der FC Nantes aufgrund der Auswärtstorregel die Oberhand behielt. Auch in der Spielzeit 2021/22 war Kolo Muani Stammspieler und bester Torschütze seines Teams. Mit dem FC Nantes gewann er den französischen Pokal, nachdem im Finale OGC Nizza geschlagen worden war.
Zur Saison 2022/23 wechselte Kolo Muani nach Deutschland zum Bundesligisten Eintracht Frankfurt, bei dem er Anfang März 2022 einen bis 2027 laufenden Vertrag unterschrieb. 
Bei der 1:6-Niederlage am ersten Bundesliga-Spieltag gegen den FC Bayern München noch als Einwechselspieler ins Spiel gekommen, konnte sich der Stürmer mit seinem Tordebüt fortan als Stammspieler beweisen und als einzige Spitze im Spielsystem von Oliver Glasner empfehlen. Bis Jahresende legte Kolo Muani als bester Vorlagengeber der Bundesliga 9 Treffer auf und erzielte selbst 5 Tore. Darüber hinaus sammelte er im UEFA Super Cup sowie der Champions League, in der er im letzten Gruppenspiel bei Sporting Lissabon den 2:1-Siegtreffer für die Eintracht erzielte und ihr somit zum Erreichen des Achtelfinales verhalf, erstmals internationale Erfahrung auf Vereinsebene. In der Rückrunde war der Stürmer weiterhin Leistungsträger und steuerte 10 Tore zum Erreichen des siebten Tabellenplatzes bei. Mit seinen 15 Treffern wurde er nach Christopher Nkunku und Niclas Füllkrug drittbester Torschütze der Liga; mit seinen 11 Assists wurde er zweitbester Vorlagengeber sowie bester Scorer der Bundesligasaison. In der Champions League scheiterte Kolo Muani mit seiner Mannschaft im Achtelfinale an der SSC Neapel, wobei er im Hinspiel mit einer roten Karte des Feldes verwiesen wurde. Im DFB-Pokal wurde der Stürmer mit 6 Toren Torschützenkönig und erreichte mit der Eintracht das Finale, das mit 0:2 gegen Leipzig verloren wurde.
Zu Beginn der Saison 2023/24 absolvierte Kolo Muani zunächst noch zwei Bundesligaspiele, ein Pokalspiel sowie das Hinspiel zur Qualifikation der Conference League für die Frankfurter Eintracht. Vor dem Rückspiel gegen Lewski Sofia gab er seinen Wechselwunsch zum französischen Meister Paris Saint-Germain bekannt und bestreikte das Abschlusstraining, woraufhin er aus dem Kader für die Partie gestrichen wurde. Am 1. September 2023, dem letzten Tag des Transferfensters, erhöhte Paris das wenige Tage zuvor abgegebene Angebot für den Spieler, woraufhin Frankfurt einwilligte und der Transfer zustande kam. Die Pariser zahlten eine Ablöse von 95 Millionen Euro, womit Kolo Muani zu einem der teuersten Transfers der Fußballgeschichte wurde und in der Geschichte der Bundesliga der gewinnbringendste, da die Eintracht den Stürmer ein Jahr zuvor ablösefrei erhalten hatte. Bei PSG unterschrieb Kolo Muani einen Vertrag bis zum 30. Juni 2028. Im Januar 2025 wurde er an Juventus Turin verliehen.

### Nationalmannschaft
Am 8. Oktober 2020 debütierte Kolo Muani beim 5:0-Sieg im EM-Qualifikationsspiel in Straßburg gegen Liechtenstein für die U21-Nationalmannschaft. Bei den Olympischen Spielen 2021 in Tokio kam er in allen drei Partien der Vorrunde zum Einsatz. Bei der 0:4-Niederlage im letzten Gruppenspiel gegen Japan sah der Stürmer in der zweiten Spielhälfte die rote Karte. Frankreich schied als Gruppendritter aus.
Im September 2022 wurde Kolo Muani erstmals in die A-Nationalmannschaft berufen und debütierte in der Nations League gegen Österreich. Zwei Monate später wurde er zunächst nicht in den Kader für die Weltmeisterschaft 2022 in Katar berufen, nach einer Verletzung von Christopher Nkunku jedoch nachnominiert. Im Turnier kam er im dritten Gruppenspiel zu einem Startelfeinsatz gegen Tunesien. Der Stürmer wurde im Halbfinale gegen Marokko Ende der zweiten Halbzeit eingewechselt und erzielte mit seinem ersten Ballkontakt sein erstes Länderspieltor, womit er den Franzosen zum Finaleinzug verhalf. Im Endspiel gegen Argentinien wurde Kolo Muani nach einem frühen 0:2-Rückstand seines Teams noch in der ersten Halbzeit eingewechselt und erreichte mit seiner Mannschaft das Elfmeterschießen. Dort verwandelte er seinen Versuch, Frankreich unterlag den Argentiniern jedoch mit 2:4.

## Titel und Auszeichnungen
Titel
- Französischer Meister: 2024 (Paris Saint-Germain)
- Französischer Pokalsieger (2): 2022 (FC Nantes), 2024 (Paris Saint-Germain)
- Französischer Supercupsieger: 2023 (Paris Saint-Germain)

Auszeichnungen
- Nominierung für den Ballon d’Or: 2023 (28. Platz)
- Torschützenkönig des DFB-Pokals: 2023 (6 Tore)
- Wahl in die VDV 11: 2022/23
- VDV-Newcomer der Saison: 2022/23
- Spieler des Monats der Serie A: Februar 2025